# Rebedor

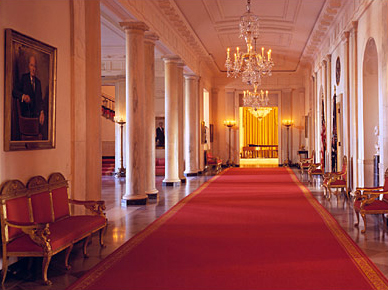
Rebedor a l'entrada de la Casa Blanca.

Es diu  rebedor  o  hall  a la peça de l'habitatge situat al costat de l'entrada i que dona accés a una altra habitació de la casa.
El rebedor sol ser de petites dimensions però compleix algunes funcions importants relacionades amb la preparació per entrar o sortir de l'habitatge: recollir les peces d'abrigar, paraigües o bosses, guardar les claus, recollir la correspondència, etc.
Com el seu propi nom indica, el rebedor és l'habitació que acull als visitants i la part visible de la casa per als que es queden a la porta. Constitueix la targeta de presentació de l'habitatge pel que, tot i ser una sala interior i de pas, ha de ser lluminós i acollidor.
Hi ha persones que creuen en tècniques com el Feng Shui o altres, pel que fa a la ubicació dels objectes doncs d'aquesta ubicació i dels materials, colors i formes dels mateixos dependrà en gran part l'entrada de l'energia a la casa, per això aquest punt de la casa és molt important, ja que aquí es permet l'entrada o no de tota classe d'energies.